# Ninguta schrenckii
Ninguta schrenckii is een vlinder uit de familie van de Nymphalidae, uit de onderfamilie van de Satyrinae. De soort is voor het eerst wetenschappelijk beschreven als Pronophila schrenkii door Édouard Ménétries in een publicatie uit 1859.

## Verspreiding
De soort komt voor in het Russische Verre Oosten, Noordoost-China, Korea en Japan.

## Waardplanten
De rups leeft op Carex japonica, Scirpus wichurae van de cypergrassenfamilie (Cyperaceae).

## Ondersoorten
- Ninguta schrenckii menalcas (Fruhstorfer, 1909)
  - = Aranda (Pararge) schrenckii menalcas Fruhstorfer, 1909
- Ninguta schrenckii damontas (Fruhstorfer, 1909)
  - = Aranda (Pararge) schrenckii damontas Fruhstorfer, 1909
- Ninguta schrenckii kuatunensis (Mell, 1939)
  - = Pararge schrenckii kuatunensis Mell, 1939
- Ninguta schrenckii obscura (Mell, 1942)
  - = Lethe schrenckii obscura (Mell, 1942)
  - = Pararge schrenckii obscura Mell, 1942
- Ninguta schrenckii carexivora (Murayama, 1953)
  - = Aranda schrenckii carexivora Murayama, 1953
- Ninguta schrenckii iwatensis (Okano, 1954)
  - = Aranda schrenckii iwatensis (Okano, 1954)
  - = Pararge schrenckii iwatensis Okano, 1954
- Ninguta schrenckii suzukaensis (Mori & Murayama, 1954)
  - = Aranda schrenckii suzukaensis Mori & Murayama, 1954
- Ninguta schrenckii niigatana Murayama, 1965
  - = Pararge schrenckii niigatana Murayama, 1965